# Вохтозеро (озеро, Кондопожский район)
Во́хтозеро (Во́хто) (карел. Vuohtjärvi) — озеро в Кондопожском районе Республики Карелия.

## Название
карел. Vuahti — пена, карел. järvi — озеро.

## Общие сведения
Котловина ледникового происхождения.
Форма лопастная, вытянута с северо-востока на юго-запад. На озере 10 островов общей площадью 0,05 км².
Берега в основной части озера возвышенные, каменисто-песчаные. В северо-восточной части — заболоченные. Дно илистое, в прибрежной зоне — грунты каменисто-песчаные.
Приток через лесные ручьи. Из северо-восточной оконечности Вохтозера берёт начало река Вохта. Протекая ниже течением через озеро Насоновское, Вохта впадает в Верхнее Нёлгомозеро, откуда, протекая через Нёлгомозеро, воды попадают в Нижнее Нёлгомозеро — исток реки Малой Суны, впадающей в Сямозеро. Из Сямозера берёт начало река Сяпся, впадающая в Вагатозеро. Через последнее протекает река Шуя.
Высшая водная растительность представлена зарослями тростника, камыша и осоки в мелководных частях озера.
В озере обитают ряпушка, плотва, окунь, щука, ёрш.